# Iago Sampaio Silva
Iago Sampaio Silva, hay Iago (sinh ngày 21 tháng 5 năm 1995) là một cầu thủ bóng đá người Brasil. Anh thi đấu cho F.K. Baltika Kaliningrad theo dạng cho mượn từ Grêmio.

## Sự nghiệp câu lạc bộ
Anh ra mắt tại Campeonato Brasileiro Série A ra mắt cho Grêmio vào ngày 24 tháng 7 năm 2016 trong trận đấu với São Paulo.
Ngày 5 tháng 1 năm 2018, anh ký hợp đồng với câu lạc bộ Nga F.K. Baltika Kaliningrad với hợp đồng cho mượn 1 năm.